# Compagnie industrielle du jouet
Pour les articles homonymes, voir CIJ.

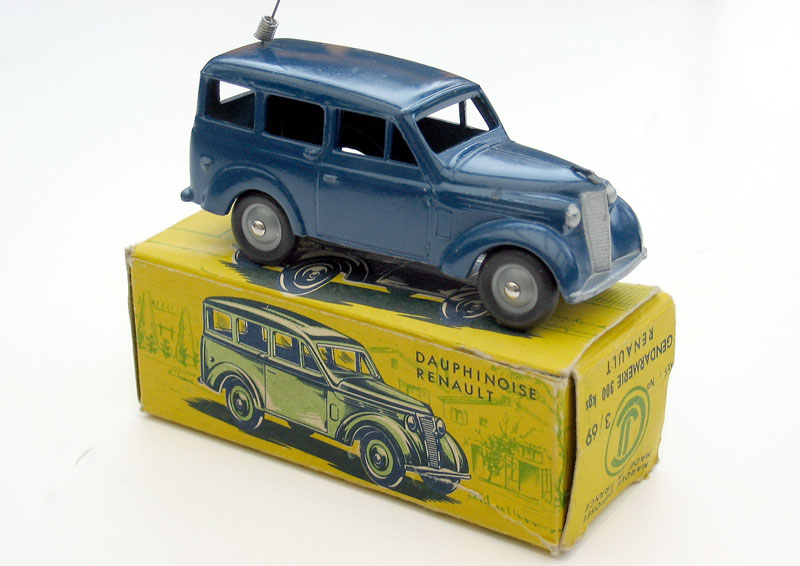
Dauphinoise Gendarmerie de CIJ - 1958

La Compagnie industrielle du jouet, (CIJ) est un fabricant de jouets miniatures créé en 1920 par Fernand Migault (rue de la Roquette à Paris).

## Histoire
Devant le succès rencontré par la "Compagnie Industrielle du Jouet" et la nécessité de s'agrandir, Fernand Migault, bon commercial et gestionnaire, s'associe à son cousin  Marcel Gourdet, excellent technicien, qui dirigeait un atelier de chaudronnerie, route d'Ousson à Briare, et fonde ainsi les Établissements Migault S.A. en 1927.
En 1929 l'usine de la route d'Ousson est détruite, victime d'un incendie. C'est le moment où les descendants de Jean-Félix Bapterosses prennent le contrôle de la société . Le siège est transféré de la rue d'Hauteville à Paris dans l'immeuble des émaux de Briare. La société a employé une grosse centaine d'employés.
Pendant la guerre de 1939-1940, l'usine dut se reconvertir pour fabriquer des masques à gaz .
Le 27 décembre 1964, une nouvelle usine est inaugurée, boulevard Loreau à Briare. Cependant la société  CIJ disparaît en 1967, peu après avoir racheté les stocks de la société JRD qu'elle écoulera en mélangeant les pièces avec sa propre fabrication . L'usine est alors reprise par une filiale d'ITT pour fabriquer des cadrans, tandis qu'une fabrication artisanale de jouets perdure encore un peu sur le domaine de Rivotte appartenant également à la famille Bapterosses.

## Les accords
En vertu des accords signés avec André Citroën en 1922, la société fabrique en exclusivité des jouets en tôle et en bois  au 1/10e, dont la 5 CV Trèfle et la B14 Citroën. Ces miniatures étaient distribuées par les concessionnaires Citroën.
Néanmoins, il  était interdit à la CIJ de citer la marque dans ses publicités. 
L'accord et la fabrication des miniatures Citroën cessèrent en 1934 à la suite de la faillite de cette société et lorsque la famille Michelin prit le contrôle de Citroën .
Un accord plus souple est plus tard passé avec Louis Renault et de nombreux modèles de véhicules miniatures Renault, en tôle lithographiée et en zamak à des échelles allant du 1/10e au 1/43e, sont fabriqués. Cependant, la CIJ doit désormais écouler elle-même sa production. Cet accord sera dénoncé lors de la sortie de la Renault Dauphine car le modèle CIJ sort avec trop de retard et présente de plus des problèmes de qualité (la première version de la Dauphine est en tôle lithographiée, la seconde avec vitrage).  
Dans les années 1950, un nouvel accord est pris avec Shell qui donnera des miniatures de stations d'essence et de la camionnette Shell Berre en zamak (alliage d'aluminium, de cuivre, de zinc et de magnésium).

## Les jouets
Les jouets initialement en tôle, bois puis en plastiques, motorisés ou non (échelles 1/6e au 1/43e et au 1/86eme) étaient de qualité et eurent beaucoup de succès. La fabrication était tout à fait concurrentielle avec les productions de l'époque comme Dinky Toys et Norev. Cependant, le réseau de distribution de CIJ constitué sur des bazars et des magasins de jouets n'a pas anticipé l'arrivée des supermarchés qui sont devenus en quelques années les principaux vendeurs de jouets. 
La fabrication de jouets en tôle a quasiment perduré jusqu'à la fin de CIJ en 1967. On peut citer un magnifique autobus de la RATP dont la boîte est un recyclage d'un autre jouet et une série de camions SAVIEM déclinés en versions laitier, pompier, militaire et dépanneuse. 
Certains modèles CIJ ont été utilisés par d'autres fabricants de jouets. On peut citer le cas des Jouets ADOR qui ont fabriqué des caravanes électriques et qui dans un de leurs coffrets ont rajouté une CIJ (Windsor). On retrouve également une 403 commerciale filoguidée dans le circuit GYMKANA produit dans les années 50. 
En avril 2007, la société Norev, qui a racheté la marque CIJ, annonce 13 modèles en zamak et 2 en tôle lithographiée (4CV Renault et Juvaquatre). Les modèles proposés sous la dénomination « Dream-Toys » sont des rééditions made in China.